# Jardin botanique de la Charme
Le Jardin botanique de la Charme est le jardin botanique de Clermont-Ferrand, dans le département du Puy-de-Dôme en France.

## Histoire
Le jardin botanique de Clermont-Ferrand a connu divers emplacements au cours de son histoire. Le premier jardin botanique de la ville fut créé par l'abbé Antoine Delarbre et inauguré le 9 août 1781. Il a été localisé tout le long du XIXe siècle dans l'actuel Jardin Lecoq, qui est aujourd'hui un parc au centre de la ville. Depuis 1974, il est établi en périphérie de la ville, rue de la Charme.
Au XIXe siècle la chaire d'histoire naturelle de la faculté de Clermont dépend du jardin botanique municipal. 
Directeurs du jardin
- 1745-? : Jean Bompart[4]
- ?-1807 ? : Abbé Antoine Delarbre (1724-1807)[4]
- 1807?-1826 : abbé Paul-François Lacoste (1751-1826)[5]
- 1826-1871 : Henri Lecoq[4],[6]
- 1871-1883 : Martial Lamotte (1820-1883)[4], ancien élève et ami du précédent[7]
- 1884-1911 : Paul Girod ; jardinier en chef : Désiré Laye[4]

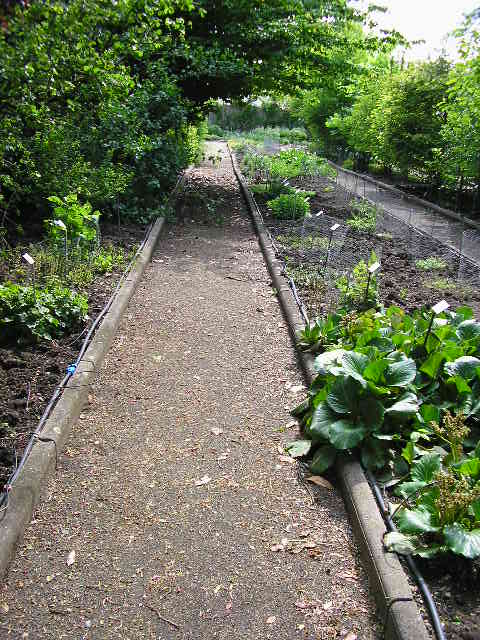
Collection systématique

## Contenu
Sur une surface de plus de 18000 m², le jardin botanique contient une collection systématique où les plantes sont rangées par familles et étiquetées selon la dénomination binomiale en latin. 
Il compte également :
- un jardin à thèmes : les plantes sont regroupées selon leurs utilisations. parmi ces thèmes : les plantes toxiques, les plantes aromatiques, les plantes fourragères, les plantes industrielles, ainsi qu'une parcelle de céréales avec des plantes messicoles et une rizière
- un "jardin écologique" où des plantes sont associées comme dans leur milieu naturel (par exemple une tourbière)

L'ensemble du jardin contient plus de 2800 espèces de plantes, et la grainèterie plus de 2000 échantillons de graines. 
Au jardin botanique proprement dit est associée une graineterie où sont conservées les graines récoltées dans le jardin au cours de l'année, ainsi que des graines échangées avec d'autres jardins dans le monde.

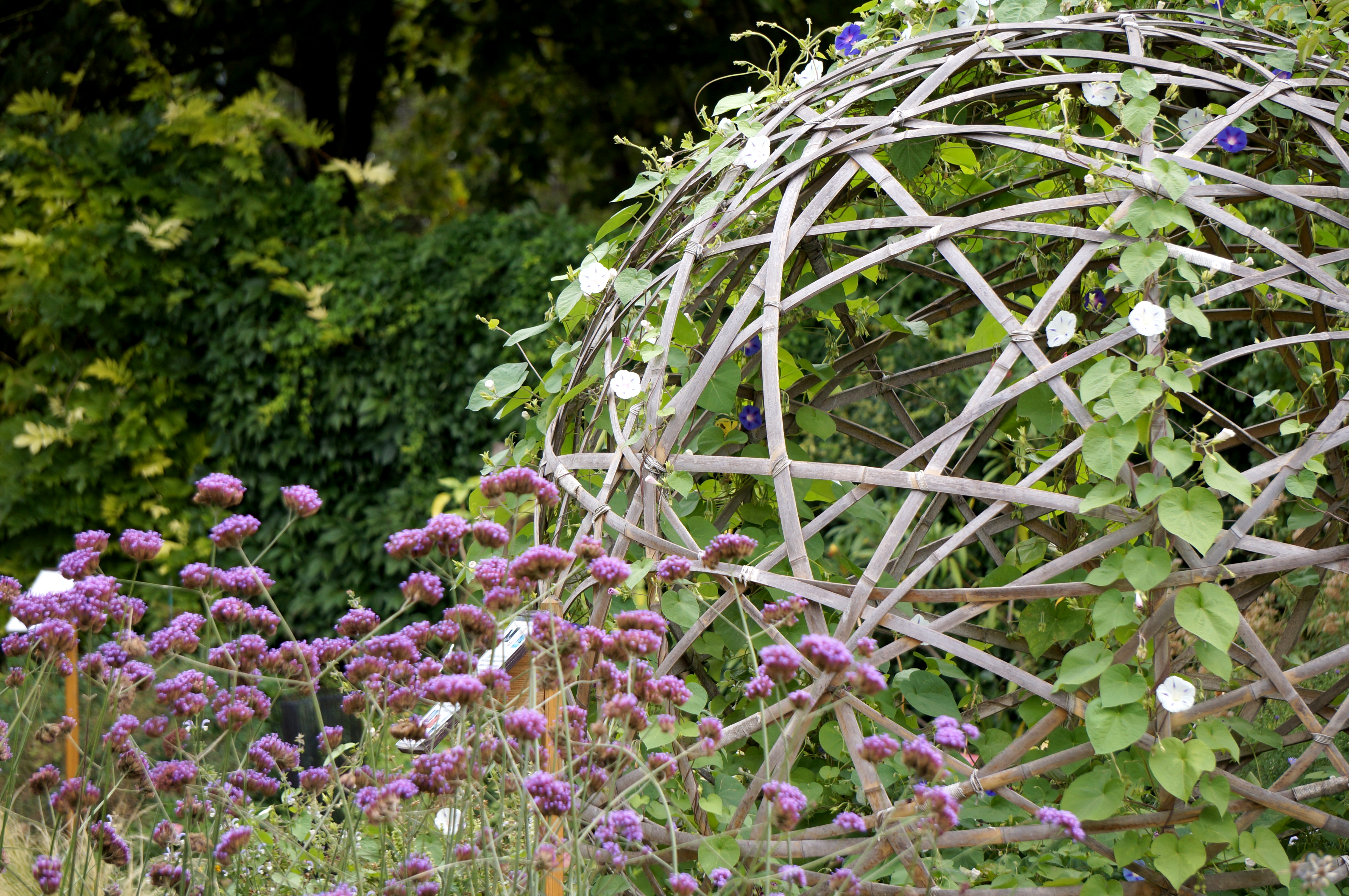
Jardin des Cinq Sens
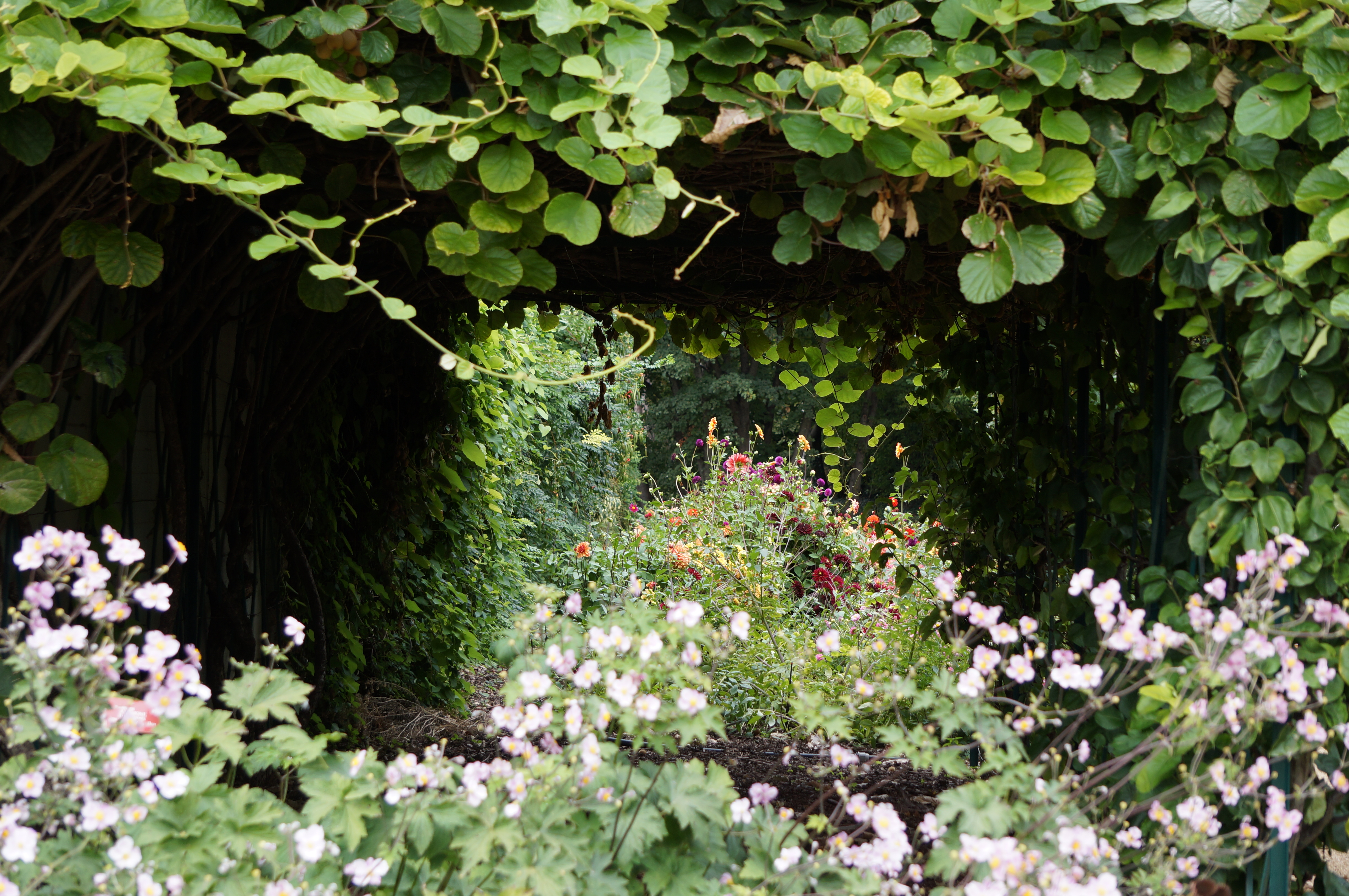
Allée
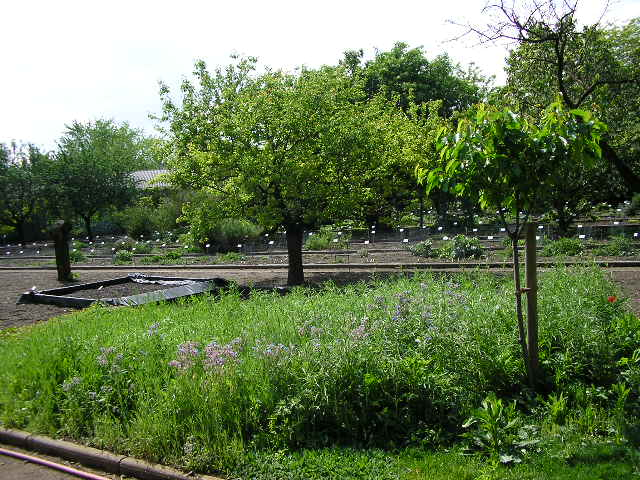
Plantes messicoles